# Galium odoratum
Galium odoratum es una especie fanerógama perteneciente a la familia Rubiaceae. Crece en toda Europa, Asia septentrional, norte de África y en España en los Pirineos.

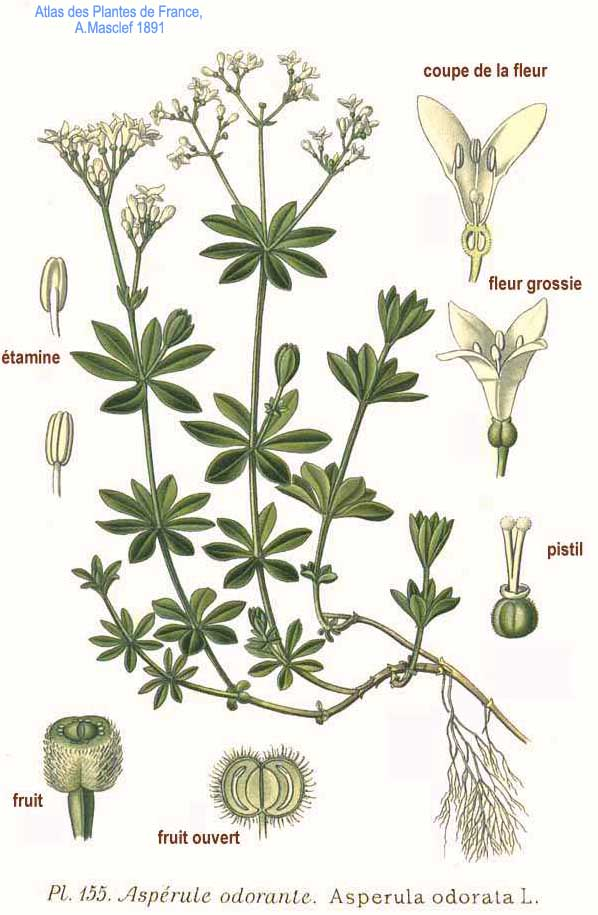
Ilustración

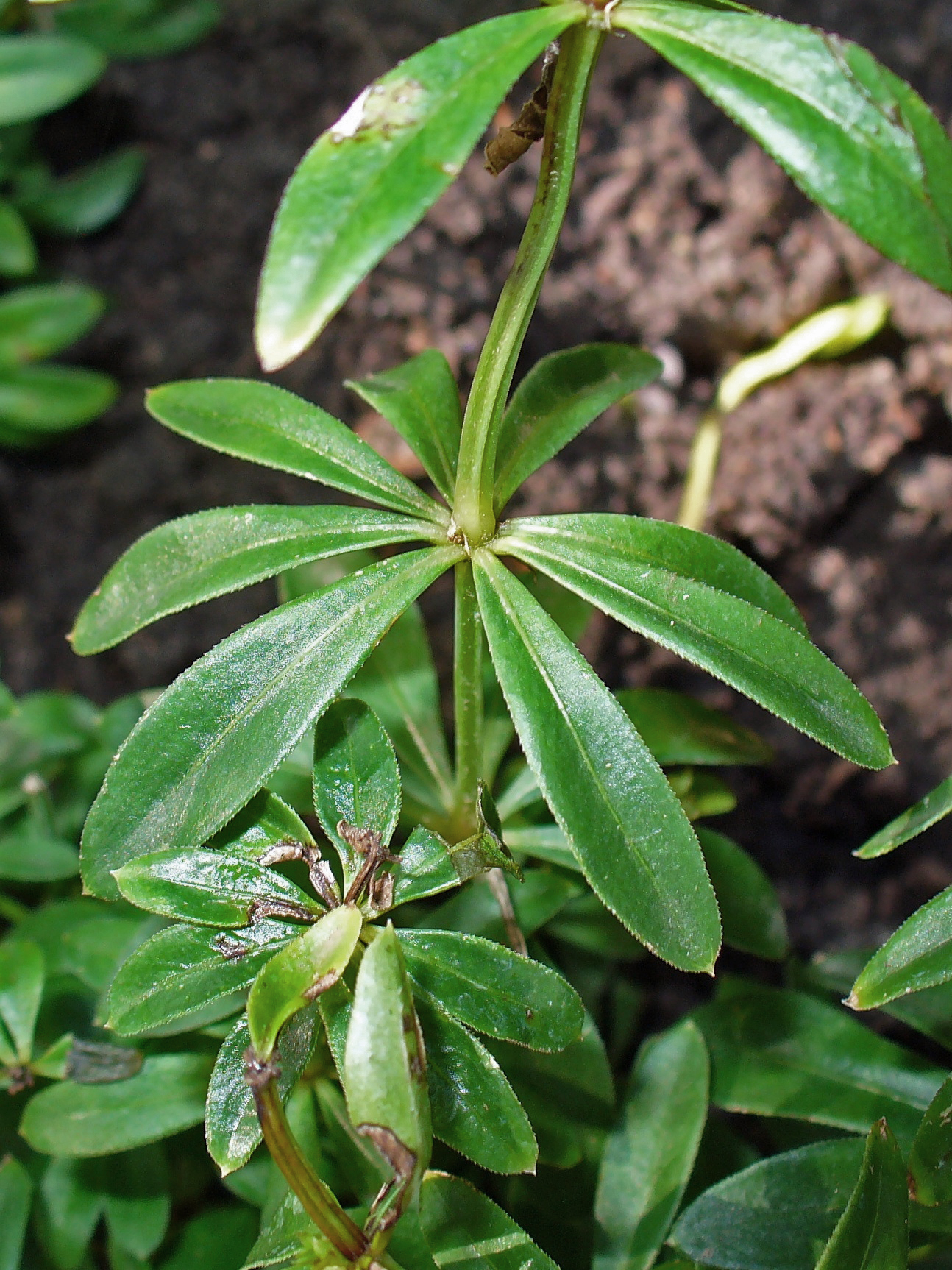
Detalle de la hoja

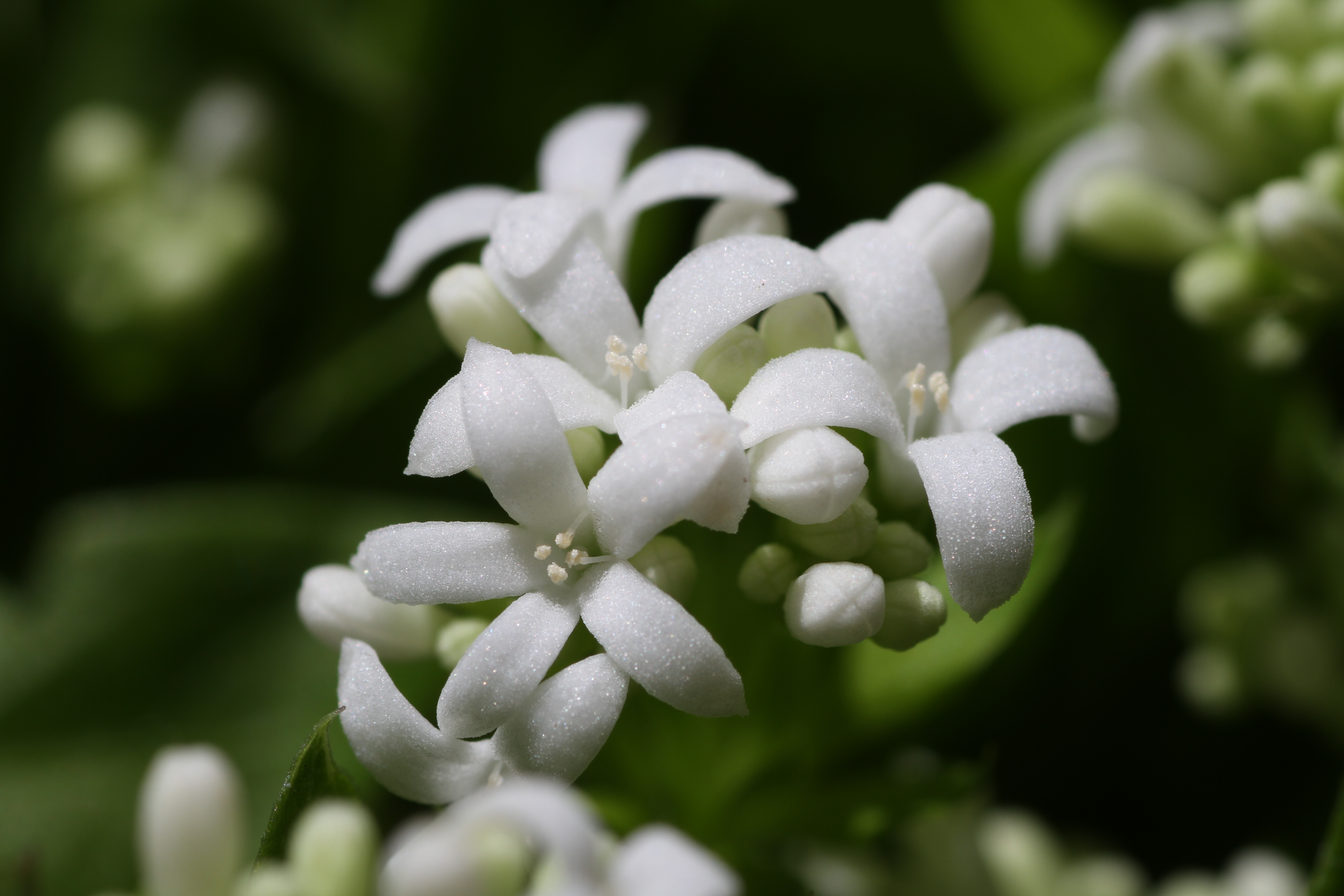
Detalle de la flor

## Características
Es una planta vivaz, erguida de 10-30 cm de altura. Con hojas sésiles, lanceoladas y acabadas en punta que se agrupan en verticilos de 4-8 hojas, poco brillantes y bordeadas de aguijones pequeños. Las flores son blancas, pequeñas, tubulares, muy perfumadas y dispuestas en corimbos terminales. El fruto es pequeño y está recubierto por pequeños garfios que se enganchan en los pelos de los animales para su diseminación.

## Taxonomía
Galium odoratum fue descrita por Carlos Linneo Scop. y publicado en Flora Carniolica, Editio Secunda 1: 105, en el año 1771.
Etimología
Galium: nombre genérico que deriva de la palabra griega gala que significa  "leche",  en alusión al hecho de que algunas especies fueron utilizadas para cuajar la leche.
odoratum: epíteto latíno que significa "olorosa".
Sinonimia
- Asperula eugeniae K.Richt.
- Asperula matrisylva Gilib.
- Asperula odora Salisb.
- Asperula odorata L. basónimo
- Asterophyllum asperula Schimp. & Spenn.
- Asterophyllum sylvaticum Schimp. & Spenn.
- Chlorostemma odoratum (L.) Fourr.
- Galium matrisylva F.H.Wigg.
- Galium odoratum var. eugeniae (K.Richt.) Ehrend.[4][5]

## Nombres comunes
- Castellano: asperilla, asperilla de los bosques, asperilla olorosa, asperillo, asperula olorosa, aspérula olorosa, bregandia, hepática estrellada, hierba de la opilada, reina de los bosques, rubia menor, rubilla, ruina de los bosques.[6]